# Zen (groupe)
Pour les articles homonymes, voir Zen (homonymie).
Zen est un groupe de rock alternatif portugais, originaire de Porto. Formé dans les années 1990, il se composait de Miguel Barros (basse), André Hollanda (batterie et voix), Rui Silva - Gon (voix) et Marco Nunes (guitare). Ils cessent leurs activités en 2009.

## Biographie
Zen se forme en 1996, à Porto, résultat de l'union de Rui Silva et Miguel Barros, du défunt groupe No Creative Solution, d'André Hollanda et de Jorge Coelho, ancien guitariste de Cosmic City Blues.
En 1998, ils sortent l'album The Privilege of Making the Wrong Choice, enregistré à Vigo, en Espagne, et masterisé à New York.
En 1999, ils donnent un concert au Hard Club, à Porto, qui sera finalement publié sur CD en 2000. À cette époque, Jorge Coelho, qui avait été la cause d'une certaine instabilité, quitte le groupe et est remplacé par Jorge Loura. Rui Silva quitte le projet en octobre 2002 et est remplacé par João Fino. En 2004, ils sortent enfin leur deuxième album Rules, Jewels, Fools.
En 2011, les rumeurs qui tourmentaient les esprits les plus anticonformistes se confirment et Zen, formation originale, réapparait, à l'exception de Jorge Coelho qui est remplacé par Marco Nunes.
Ils reviennent le 4 juin 2011 au Hard Club de Porto, et le 9 septembre au Cine-Teatro de Corroios,.
Les lecteurs du magazine Blitz ont élu la chanson U.N.L.O. comme l'une des six préférées des années 1990.

## Discographie
- 1997 : ZEN EP
- 1998 : The Privilege of Making the Wrong Choice
- 2000 : Hard Club
- 2004 : Rules, Jewels, Fools